# Ушаково (село, Севастополь)
Ушако́во (также Посёлок 7 км, также Николаевка; до 1948 года нас. пункт колхоза Красное Знамя; укр. Ушакове, крымскотат. Uşakovo, Ушаково) — упразднённое село в Балаклавском районе Севастополя, площадь села 63,3 гектара, население 365 человек на 1998 год Расположено на западе района, у восточной окраины Севастополя, на северной стороне («слева») Балаклавского шоссе, на 7 километре — отсюда бытующее название.
Впервые в документах встречается в Списке населённых пунктов Крымской АССР по Всесоюзной переписи 17 декабря 1926 года, согласно которому, на хуторе «на 7 версте Балаклавского шоссе», в составе Новоземельского сельсовета Севастопольского района числилось 4 двора, все крестьянские, население составляло 10 человек (71 мужчин и 46 женщин). В национальном отношении учтены 1 русский и 8 украинцев. На основании постановления Крымского ЦИКа от 15 сентября 1930 года был создан Балаклавский район и селение вошло в его состав. Точное время образования колхоза Красное Знамя на бывшем хуторе пока не установлено. Указом Президиума Верховного Совета РСФСР от 18 мая 1948 года, безымянный населённый пункт колхоза Красное Знамя переименовали в Ушаково. 7 мая 1957 года сёла района были переданы в подчинение городскому совету Севастополя и Ушаково лишилось статуса отдельного населённого пункта. На 1998 год в селе, на площади 63,3 гектара числилось 365 человек.
Во время первой обороны Севастополя, в районе современного села находился штаб английских войск, потому одну из улиц, в 1991 году, назвали Английский бульвар.
Законом города Севастополя от 23 июля 2019 года № 518-ЗС в административное деление города федерального значения Севастополя был включён сельский населённый пункт село Ушаково.